# Red River Blue
Red River Blue è il sesto album discografico in studio del cantante country statunitense Blake Shelton, pubblicato nel 2011 dalla Warner Bros. Records.

## Tracce
1. Honey Bee – 3:30
2. Ready to Roll – 3:36
3. God Gave Me You – 3:50
4. Get Some – 3:32
5. Drink on It – 3:31
6. Good Ol' Boys – 3:08
7. I'm Sorry (feat. Martina McBride) – 3:29
8. Sunny in Seattle – 3:27
9. Over – 3:13
10. Hey – 3:31
11. Red River Blue (feat. Miranda Lambert) – 3:21

## Classifiche
| Classifica (2012) | Posizione raggiunta |
| ----------------- | ------------------- |
| Stati Uniti       | 1                   |